# Aníbal Mosquera
Aníbal Mosquera (Medellín, Colombia; 10 de julio de 1981) es un exfutbolista Colombiano. Jugaba de Centrocampista y su último equipo fue el Unión Magdalena de Colombia.

## Clubes
| Equipo                 | País     | Año         |
| ---------------------- | -------- | ----------- |
| Independiente Medellín | Colombia | 2000 - 2004 |
| Deportivo Antioquia    | Colombia | 2004        |
| Deportes Quindio       | Colombia | 2005        |
| Córdoba FC             | Colombia | 2006        |
| Deportivo Rionegro     | Colombia | 2007        |
| Patriotas Boyacá       | Colombia | 2008        |
| Real Santander         | Colombia | 2008 - 2011 |
| Unión Magdalena        | Colombia | 2012        |
| Atlético Bucaramanga   | Colombia | 2013 - 2016 |
| Unión Magdalena        | Colombia | 2016 - 2019 |

## Palmarés

### Torneos Nacionales
| Título              | Club                   | País     | Año  |
| ------------------- | ---------------------- | -------- | ---- |
| Torneo Finalización | Independiente Medellín | Colombia | 2002 |
| Torneo Apertura     | Independiente Medellín | Colombia | 2004 |
| Primera B           | Atlético Bucaramanga   | Colombia | 2015 |

## Controversias
En el 2012, es fichado por el Inti Gas de Perú (ahora Ayacucho FC) realiza la pretemporada con un buen performance y siendo habitual titular, días antes de que empiece el torneo peruano decide regresar a su país indicando a la prensa "cuestiones familiares"; en el 2017, el 21 de junio, indica a un medio colombiano las verdaderas razones, el técnico de aquel equipos, el también colombiano, Edgar Ospina, le pide dinero a cambio de jugar, a lo que el jugador dice que no; siendo este el motivo verdadero de su partida.
Cabe señalar que en Perú, hay varios rumores sobre esta forma de actuar de diferentes técnicos.